# آنیتا رابرتس
آنیتا باوئر رابرتس (انگلیسی: Anita Roberts; ۳ آوریل ۱۹۴۲ – ۲۶ مهٔ ۲۰۰۶) زیست‌شناس مولکولی آمریکایی بود که تحقیقات پیشگامانه‌ای دربارهٔ پروتئین فاکتور رشد تغییردهنده بتا انجام داد. این پروتئین نقش حیاتی در ترمیم زخم‌ها و شکستگی‌های استخوانی دارد و عملکرد دوگانه‌ای در مهار یا تحریک سرطان‌ها ایفا می‌کند. رابرتس همچنین در طول فعالیت علمی خود به عنوان محقق به مؤسسه ملی سرطان (NCI) که بخشی از مؤسسات ملی بهداشت (NIH) در بتزدا، مریلند است، پیوست. او در فهرست پنجاه دانشمند برتر علوم زیستی جهان از نظر تعداد ارجاعات علمی قرار دارد. رابرتس به پاس خدماتش در حوزه علم، جوایز متعددی دریافت کرد، از جمله آنها می‌توان به جایزه لئوپولد گریفول (۲۰۰۵)، جایزه تعالی علمی FASEB (۲۰۰۵)، جایزه علمی برینکر کومن برای برتری علمی (۲۰۰۵)اشاره کرد.

## سال‌های ابتدایی زندگی و تحصیلات
رابرتس در ۳ آوریل ۱۹۴۲ در پیتسبورگ، پنسیلوانیا متولد شد و در همان‌جا بزرگ شد. او در سال ۱۹۶۴ مدرک کارشناسی خود را در رشته شیمی از کالج اوبرلین دریافت کرد. سپس در سال ۱۹۶۸ موفق به اخذ مدرک دکترای بیوشیمی از دانشگاه ویسکانسین-مدیسن شد، جایی که زیر نظر هکتور دلوکا بر روی متابولیسم رتینوئیدها کار می‌کرد.
پس از آن، او به عنوان پژوهشگر فوق دکترا در دانشگاه هاروارد، شیمیدان مرکز کاربردهای تحقیقات هوافضا و مربی شیمی در دانشگاه ایندیانا بلومینگتون فعالیت کرد.

## فعالیت‌های حرفه‌ای
رابرتس در سال ۱۹۷۶ به مؤسسه ملی سرطان (NCI) که بخشی از مؤسسات ملی بهداشت (NIH) در بتزدا، مریلند است، پیوست. از سال ۱۹۹۵ تا ۲۰۰۴ به عنوان رئیس آزمایشگاه تنظیم سلولی و کارسینوژنز این مؤسسه خدمت کرد و تحقیقات خود را تا زمان مرگش در سال ۲۰۰۶ ادامه داد.
در اوایل دهه ۱۹۸۰، رابرتس و همکارانش تحقیقاتی را بر روی پروتئین فاکتور رشد تغییردهنده بتا (TGF-β) آغاز کردند. رابرتس این پروتئین را از بافت کلیه گاو جدا کرد و نتایج را با TGF-β گرفته شده از پلاکت‌های خون انسان و بافت جفت مقایسه نمود. محققان مؤسسه سپس مجموعه‌ای از آزمایش‌هایی را برای تعیین ویژگی‌های این پروتئین انجام دادند. آنها کشف کردند که این پروتئین نقش مرکزی در سیگنال‌دهی به سایر فاکتورهای رشد بدن برای ترمیم سریع زخم‌ها و شکستگی‌ها دارد.
بعدها مشخص شد که TGF-β اثرات دیگری نیز دارد، از جمله تنظیم ضربان قلب و پاسخ چشم به فرایند پیری. در ادامه تحقیقات، رابرتس و همکارانش دریافتند که این پروتئین رشد برخی سرطان‌ها را مهار می‌کند، در حالی که در سرطان‌های پیشرفته مانند سرطان پستان و ریه، رشد تومور را تحریک می‌نماید.

## فعالیت‌های سازمانی و جوایز
رابرتس ریاست انجمن ترمیم زخم را بر عهده داشت و در سال ۲۰۰۵ به عضویت آکادمی هنرها و علوم آمریکا انتخاب شد. او در مارس ۲۰۰۴ با تشخیص سرطان معده در مرحله چهارم مواجه شد و به دلیل وبلاگ‌نویسی صادقانه دربارهٔ تجربیات روزانه خود در مبارزه با بیماری، در جامعه سرطان شناخته شد.
رابرتس به پاس خدماتش در حوزه علم، جوایز متعددی دریافت کرد، از جمله آنها می‌توان به جایزه لئوپولد گریفول (۲۰۰۵)، جایزه تعالی علمی FASEB (۲۰۰۵)، جایزه علمی برینکر کومن برای برتری علمی (۲۰۰۵)اشاره کرد، همچنین یک سلسله سخنرانی علمی به نام او نامگذاری شده است. در سال ۲۰۰۵، او چهل‌ونهمین دانشمند پراستناد جهان و سومین دانشمند زن پراستناد شناخته شد.